# هجوم الدهس في لندن، أونتاريو
في 6 يونيو 2021، دهس رجل بشاحنة صغيرة مشاة كنديين باكستانيين مسلمين عند تقاطع طرق في مدينة لندن بمقاطعة أونتاريو، كندا. قُتل أربعة أشخاص، وأصيب طفل، جميعهم من عائلة واحدة. وأدان القادة والمنظمات الكندية الهجوم بشدة ووصفه رئيس الوزراء جاستن ترودو بأنه هجوم إرهابي.

## الهجوم
في مساء يوم 6 يونيو 2021، قاد ناثانيال فيلتمان شاحنة صغيرة باتجاه عائلة أثناء انتظارهم لعبور الشارع في حي هايد بارك بلندن. قُتل أربعة أفراد من العائلة، وأصيب آخر. توفي أحدهم في مكان الحادث وتوفي الآخرون في المستشفى. قُبض على المهاجم في موقف للسيارات على بعد سبعة كيلومترات.

### الضحايا
كان جميع الضحايا من نفس العائلة من ثلاثة أجيال. وصلوا إلى كندا قادمين من باكستان في عام 2007. وكان القتلى رجلًا يبلغ من العمر 46 عامًا وزوجته البالغة من العمر 44 عامًا وابنتهما البالغة من العمر 15 عامًا ووالدته البالغة من العمر 74 عامًا. المصاب صبي يبلغ من العمر تسع سنوات نُقل إلى المستشفى بإصابات خطيرة لكنه نجا.

## المتهم
اتهمت الشرطة ناثانيال فيلتمان البالغ من العمر 20 عامًا بأربع تهم قتل من الدرجة الأولى وتهمة واحدة بمحاولة القتل. ويُعتقد أنه خطط للهجوم مقدما. كان يرتدي سترة تشبه الدرع وقت اعتقاله،  ولم تكن له صلة سابقة بالضحايا. يجري النظر في تهم الإرهاب.

## شهود العيان
وحدث أن توقفت بايج مارتن، كاتبة عمود في سي بي سي لندن ومقدمة برامج في قناة روجرز التلفزيونية، عند الإشارة الحمراء قبل وقوع الهجوم. وصفت مارتن سيارة بيك آب سوداء مسرعة أمامها بقوة لدرجة أن سيارتها ارتجّت. بعد دقائق، وصلت مارتن إلى ما وصفته بالمشهد الفوضوي المروع.
شهد سائق سيارة أجرة لحظة إيقاف فيلتمان. رئيس الشركة المشغلة لسيارة الأجرة قال أن فيلتمان أخبر السائق أن يتصل بالشرطة لأنه قتل أحدهم. اتصل السائق برقم الطوارئ 911 ولوّح لسيارة شرطة عابرة. كان فيلتمان يضحك عند توقيفه وطلب من السائق أن يصوره.

## ردود الأفعال
وقف مجلس العموم دقيقة صمت حدادا على الضحايا. وأدان رئيس الوزراء جاستن ترودو، والمجلس الإسلامي الأعلى لكندا،  والمجلس الوطني للمسلمين الكنديين،  ورئيس وزراء باكستان عمران خان  الهجوم باعتباره إرهابًا. اتفقت جميع الأحزاب في البرلمان الكندي على الدعوة لعقد قمة وطنية طارئة للعمل على الإسلاموفوبيا.
أقيمت وقفة تأبينية للضحايا في 8 يونيو 2021 في مسجد لندن. رَفع رئيس وزراء أونتاريو دوج فورد مؤقتًا القيود الصحية الإقليمية المفروضة لكوفيد-19 في لندن حتى تستمر الوقفة. وحضر الوقفة رئيس وزراء كندا جاستن ترودو، ورئيس وزراء أونتاريو دوج فورد، وعمدة مدينة لندن إد هولدر.
وفي 12 يونيو، أقيمت جنازة علنية للقتلى الأربعة حضرها المئات.